# Principado de Arches

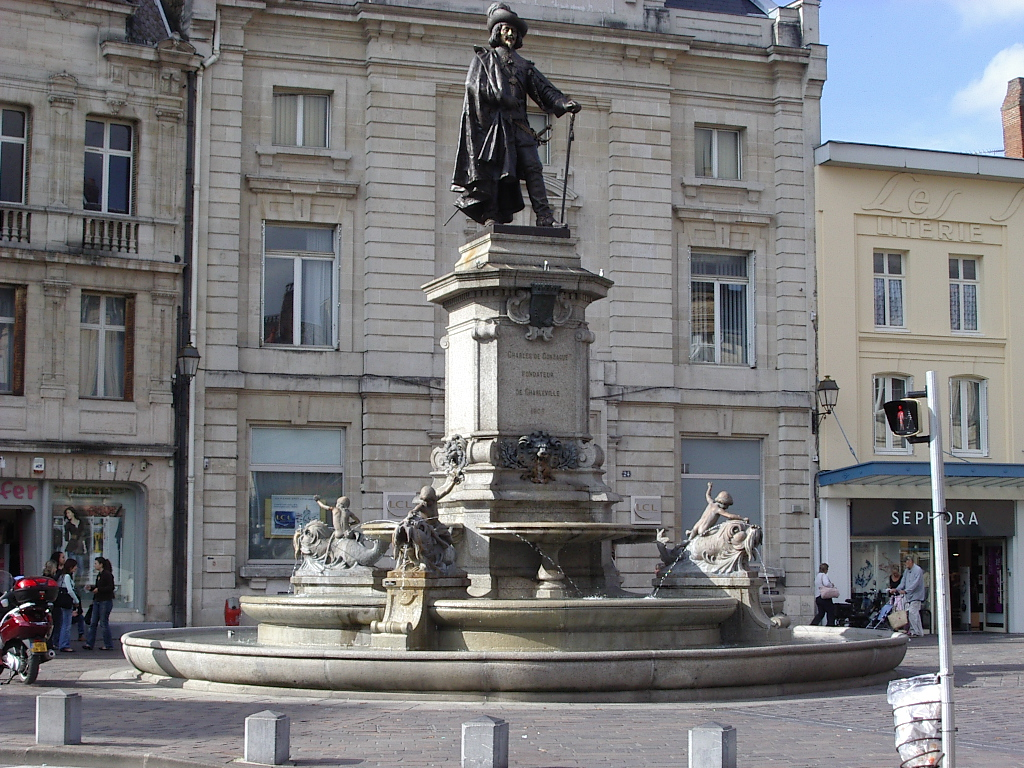
Charleville, monumento a Carlos Gonzaga, fundador do Principado.

O Principado de Arches nasceu em 1608, por vontade de Carlos I Gonzaga, Duque de Nevers e de Rethel, na sequência da fundação da cidade de Charleville.
O novo estado soberano localizava-se numa zona onde o rio Mosa tem um percurso particularmente sinuoso, que incluía: o sítio da antiga cidade romana de Castrice (Castricum), que se tornaria um condado, primeiro dependente da Lotaríngia e depois do Sacro Império Romano-Germânico; a zona da cidadela de Maceria, onde se haveria de desenvolver a actual cidade de Mézières; e, por fim, uma terceira fracção, a zona de Arches, cujo senhorio fora adquirido em 1293 pelos condes de Rethel.

## Um novo principado, uma nova capital
É entre dois braços do Mosa que Carlos I Gonzaga, duque de Nevers e de Rethel, funda a nova cidade de Charleville em 1606, em território do antigo condado de Castrice.
A região escapa à influência do antigo reino de França: o duque de Rethel baseia-se nesta sua nova capital para criar um principado soberano, que toma o nome do antigo senhorio: Arches. Em 1608 Carlos I declara Charleville capital do principado soberano de Arches e cidades monásticas, o que lhe permite estender a sua influência ao norte da Europa, dada a proximidade das ricas regiões da Flandres e Holanda.
O Principado e Charleville, a sua capital, têm o mesmo brasão de armas.

## Breve existência do principado soberano

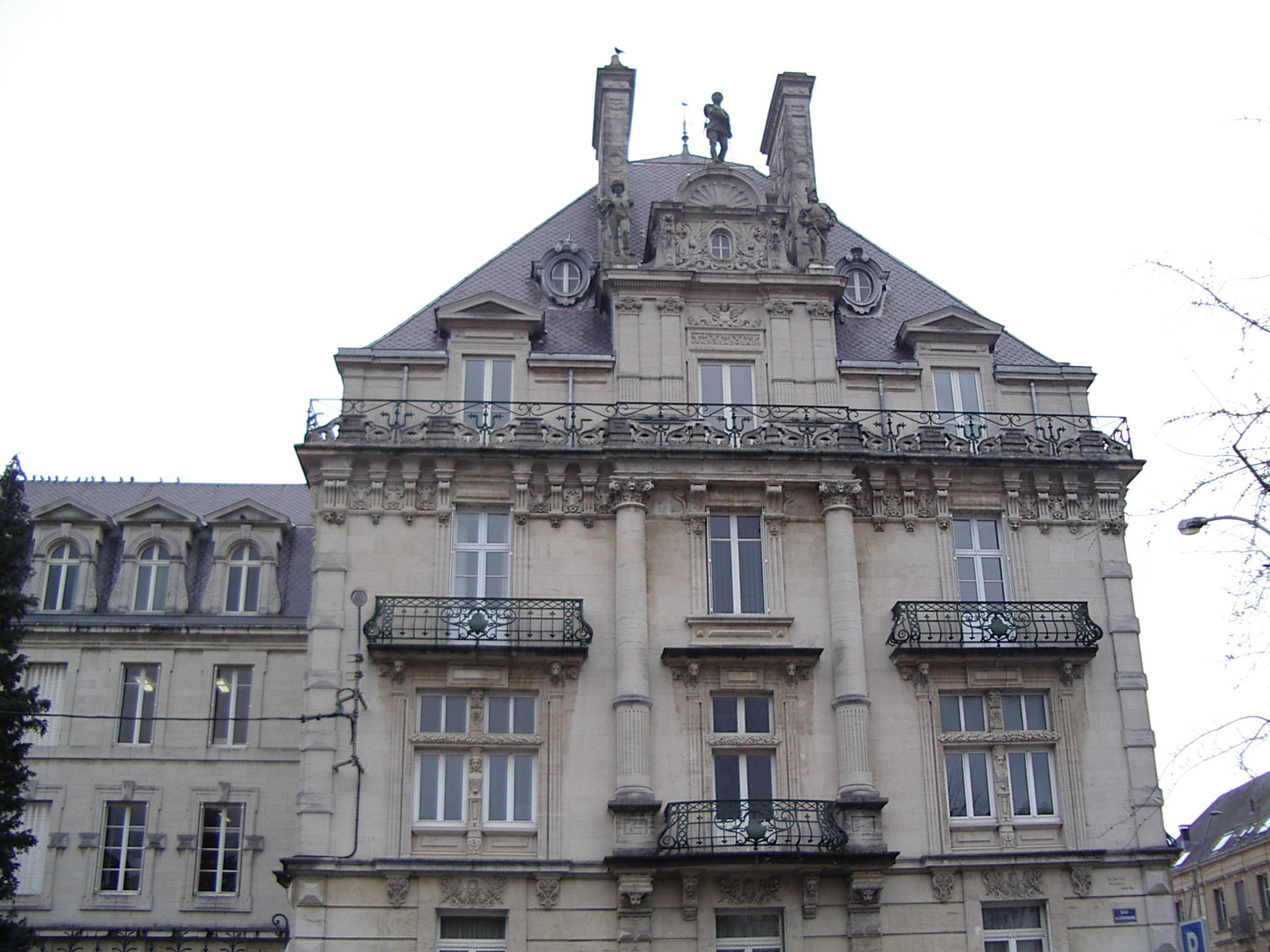
Fachada de casa em Mézières

Carlos I de Nevers, primeiro Príncipe de Arches, morre em 1637. Sucede-lhe o seu neto, Carlos II Gonzaga, embora ceda os ducados franceses pertences à família (Nevers, Rethel e Mayenne), mantendo apenas os seus estados italianos (os ducados soberanos de Mântua e de Montferrato) para além do Principado de Arches, do qual será o segundo príncipe.
Seu filho Fernando Carlos I Gonzaga será o terceiro e último príncipe de Arches. Após a sua morte, ocorrida em 5 de julho de 1708, o Principado de Arches, juntamente com a sua capital Charleville, será herdado pela sua segunda prima, Ana de Baviera, filha de Ana Maria de Gonzaga-Nevers), e após esta pelos seu dois co-herdeiros:
- por um lado seu filho Luís III de Bourbon-Condé, príncipe de Condé; e
- por outro, Carlos Teodoro de Salm, príncipe de Salm, viúvo de Maria Luisa de Baviera, irmã de Ana de Baviera.

Sem perder os seus privilégios, Charleville torna-se parte integrante da França e o Principado passa a existir apenas nominalmente, sob suserania dos Duques de Lorena, passando depois à casa de Habsburgo-Lorena.

## Lista dos Príncipes Soberanos de Arches
Os príncipes de Arches governaram entre 1608 e 1708, o principado soberano criado por Carlos I:
1. 1608 - 1637 : Carlos I de Gonzaga-Nevers (1580 - 1637), que também foi duque de Nevers, de Rethel, de Mântua e de Monferrato ;
2. 1637 - 1665 : Carlos II de Gonzaga-Nevers (1629 - 1665), que também foi duque de Nevers, de Rethel, de Mayenne, de Mântua e de Monferrato, neto do precedente;
3. 1665 - 1708 : Fernando Carlos de Gonzaga-Nevers (1652 - 1708), também conhecido  Carlos IV Fernando, que também foi duque de Mântua, de  Monferrato, de Guastalla, filho do precedente;

nota: 1708 : anexação do principado à coroa de França.